# 淡马锡控股
淡馬錫控股私人有限公司（英語：Temasek Holdings Private Limited），簡稱淡馬錫控股或淡馬錫，是一家新加坡的投資公司，新加坡政府財政部對其擁有100%的股權。由於其自成立起到2004年9月期間從未公布過財務報表，因此被認為是新加坡最神秘的企業之一。截至2019年3月31日的財政年度，全年股息收入90億新元，10年期股本回報率9%，集團投資組合總價值約3130億新元(2310億美元)。

## 概述
淡马锡控股成立于1974年，是新加坡政府所全资拥有的几家公司中知名度最高的，却始终保持神秘。作为豁免私人企业，淡马锡控股不必像上市公司一样公开每年的财务报表，因此一直以来对该公司的传闻都不断。该公司掌控了包括新加坡电信、新加坡航空、星展银行、新加坡地铁、新加坡国际港务集团、新加坡电力、吉宝集团和莱佛士酒店等几乎所有新加坡最重要、营业额最大的企业，曾有国外媒体估算，淡马锡控股所持有的股票市价占到整个新加坡股票市场的47%，可以说是几乎主宰了新加坡的经济命脉。也因如此，新加坡的经济模式被称作是“国家资本主义”，即通过国家控制的私人企业来进行投资，主导以私营企业为主的资本市场。
淡马锡控股除了投资新加坡本地市场外，也把亚洲市场和发达国家市场视为投资终点，目前大约一半的资产是在新加坡以外地区。其中主要的投资包括马来西亚电讯、印度的ICICI银行、澳大利亚第二大电信公司Optus。近年来该公司加大了对中国市场的投资，对中国的首家私营银行民生银行表现出兴趣。
2002年5月，当时的副总理、现任新加坡总理李显龙之妻何晶被任命为淡马锡控股的执行董事，到了2004年1月，何晶更出任首席执行长（CEO）。这件事曾在国际媒体上引起风波，许多人批评并影射这项人事任命的不当动机，公家投資根本由李光耀家族為所欲為的把持。
2004年10月，该公司首次公布了2003年度的财务报表，这项举措被认为是为准备首次发行企业债券而做准备。报表显示，在过去的30年中，公司的总体投資報酬率为18%，但是过去10年的投資報酬率则只有3%。它的总资产达到900亿美元，是新加坡最大的企业，企业规模与美国通用电气相当。在2003年的表现方面，公司的投資報酬率则高达46%，被认为是何晶出任CEO后大胆扩张的结果。国际两家评级机构标准普尔与穆迪投资都在财务报表发表后给予淡马锡控股AAA的最高信用评级。
2009年四月，捷星亞洲航空的最大股東澳洲航空和其他股東達成協議，淡馬錫控股退出不再投資捷星亞洲航空。
2010年2月，證實已經成立一家全球性質的投資公司，「海鎮控股國際」（Seatown Holdings International）預料規模約30億美元（約234億港元）。
2010年7月5日，淡马锡沽售中国建设银行15億股H股，及中行51.9億股H股，套現95.3億及190億元，合共285.3億元。淡馬錫仍持有154.06億股建行及52.81億股中行，持股量分別為6.41%及6.95%。
2010年11月1日，淡馬錫控股宣佈注資4億美元，入股巴西石油與天然氣服務公司(Odebrecht Oil and Gas,簡稱OOG)，將持有該公司14.3%的股權。Odebrecht是拉丁美洲最大的建築工程公司，旗下石油與天然氣服務公司自1950年代起即持續與巴西國家石油公司維持夥伴關係。
2013年9月13日，淡馬錫透過子企Sennet Investments，以每股23.8至24美元悉售770萬股(或21.3%)優酷土豆的股份，即不再是中資最大單一大股東。
2014年3月21日，淡馬錫斥資440億港元現金入股屈臣氏集團控股24.95％間接股本權益，完成交易後，屈臣氏控股成為整體零售部門的控股公司，和记黄埔仍持有屈臣氏控股
75.05％股權，仍保留屈臣氏控股與零售部門的控制權。交易反映出屈臣氏集團的估值約為港幣1770億元，佔和记黄埔每股約港幣41.50元。
2014年3月21日，淡馬錫同意透過旗下Baytree認購公司總額1.5億美元（約11.64億港元）的可換股債券，並可按每股7.0 港元的初步換股價轉換為公司普通股。 假設公司沒有發行任何新的普通股，可換股債券按初步換股價獲全數轉換後，淡馬錫將間接持有公司已發行股本的8.32%。
2014年12月8日，淡馬錫將斥資1.8億美元，收購總部位於紐約的高頻交易商Virtu Financial Inc近10%的股權。
2016年6月9日，淡马锡宣布转让其拥有的海皇东方股份给法国达飞海运集团。这笔转让金额高达33.8亿美元，而因为达飞海运对海皇东方的所有权超过了90%的上限，按规定公司于2016年9月5日从新加坡交易所下市。
2017年8月2日，意大利高档男装品牌Stone Island 的母公司Sportswear Company宣布，已经向淡马锡出售Stone Island的30%的股权，但是并未透露具体的交易金额。
2019年6月28日新加坡主權基金淡馬錫控股間接全資附屬Dahlia Investments Pte斥資3億美元（約23.4億港元）入股利豐旗下利豐物流約21.7%股權。
2021年4月20日，淡马锡向新加坡支付初创企业Nium Pte. Ltd.投资2100万美元，Nium随后于2021年6月7日以未公开的价格收购英国支付公司 Ixaris，以在欧洲进行扩张。

## 戰略投資
| 投資日期      | 國家和地区 | 持股內容                            | 購入成本      |
| ------------- | ---------- | ----------------------------------- | ------------- |
| 不詳          | 新加坡     | 勝科工業- 49.5%                     | 不詳          |
| 不詳          | 新加坡     | 新传媒私人有限公司 100%             | 不詳          |
| 不詳          | 新加坡     | 富登金融控股私人有限公司- ?%        | 不詳          |
| 不詳          | 新加坡     | 豐樹產業私人有限公司- ?%            | 不詳          |
| 不詳          | 新加坡     | 星展银行 - 29.50%股份               | 不詳          |
| 不詳          | 新加坡     | 奧蘭國際19%                         | 不詳          |
| 不詳          | 新加坡     | 新加坡电信 - ?%                     | 不詳          |
| 不詳          | 新加坡     | 新加坡航空 - 56%                    | 不詳          |
| 不詳          | 新加坡     | 凯德集团 - 51%                      | 不詳          |
| 不詳          | 新加坡     | 新加坡科技工程有限公司 - 50.15%     | 不詳          |
| 不詳          | 新加坡     | PSA国际港务集团 - ?%                | 不詳          |
| 不詳          | 新加坡     | Certis集团 - ?%                     | 不詳          |
| 不詳          | 新加坡     | SMRT集团 - 100%                     | 不詳          |
| 不詳          | 新加坡     | Surbana Jurong - ?%                 | 不詳          |
| 不詳          | 新加坡     | 祥峰投資控股公司 - 100%             | 不詳          |
| 不詳          | 英国       | 渣打銀行 - 15.77%，5.17億股         | 不詳          |
| 2003年6月16日 | 印度尼西亞 | 印尼Bank Danamon - 61.88%股份       | 不詳          |
| 不詳          | 香港       | 友邦保險2%                          | 不詳          |
| 2006年2月17日 | 中国大陆   | 中国银行 - 2.12%，合共59.1億股      | 15.2亿美元    |
| 不詳          | 中国大陆   | 中國建設銀行 - 7.44%H股             | 不詳          |
| 不詳          | 中国大陆   | 中信資源 - 11.47%，合共6.94億股     | 不詳          |
| 不詳          | 中国大陆   | 中信證券9.01%                       | 不詳          |
| 不詳          | 中国大陆   | 中國工商銀行8.07%H股                | 不詳          |
| 不詳          | 中国大陆   | 上海醫藥16.19%H股·27.2億            | 不詳          |
| 不詳          | 中国大陆   | 中國太平洋保險5.03%                 | 不詳          |
| 不詳          | 泰國       | 臣那越集团 - 41.62%股份             | 不詳          |
| 不詳          | 印度尼西亞 | 印尼Bank Danamon - 67%股份          | 不詳          |
| 不詳          | 印度尼西亞 | 印尼国际银行(BII)56·9%股份          | 不詳          |
| 不詳          | 印度尼西亞 | 印尼Permata银行                     | 不詳          |
| 不詳          |            | STATS ChipPAC Ltd - 83.80%          | 不詳          |
| 不詳          |            | 棕櫚國際                            | 不詳          |
| 不詳          | 中国大陆   | 投資數據供應商Markit                | 1.24億        |
| 不詳          | 印度       | 印度第二大商業銀行ICICI - 2.07%股份 | 不詳          |
| 不詳          | 英国       | 巴克萊銀行 - 2.1%股份               | 不詳          |
| 2013年3月     |            | Repsol5.04%                         | 10億歐元      |
| 2013年3月     | 德国       | 伊諾力克工業股份4.6%                | 7.8億歐元     |
| 不詳          | 美国       | 運動用品零售商Fanatics              | 不詳          |
| 2014年3月21日 | 香港       | 屈臣氏集團 - 24.95％                | 440億港元現金 |

## 爭議
作为政府财政储备的投资公司，淡马锡控股虽然是不上市的私人企业，却还是应该更加透明，除了公布财务报表外，还应遵循上市公司的惯例公布高层人事的薪水情况等。一些人担心，目前这种保密的作法可能掩盖最上层管理人员的不当行为。此外，该公司也参股新加坡两家媒体——新加坡报业控股和新传媒，因此可能间接进行言论管制。
但是，淡马锡控股显然不是最神秘的公司。新加坡政府的另一家投资公司新加坡政府投资公司则更为神秘，外界对该公司几乎一无所知。

## 领导团队

### 历任董事长
| 董事长   | 任期                 |
| -------- | -------------------- |
| 比莱     | 1974–1987年          |
| 李一添   | 1987–1996年          |
| 丹那巴南 | 1996年9月–2013年7月  |
| 林文兴   | 2013年8月–2025年10月 |
| 張志賢   | 2025年10月–          |

### 历任首席执行长
| 首席执行长 | 任期                     |
| ---------- | ------------------------ |
| 何晶       | 2004年1月1日－2021年10月 |
| 狄瀾       | 2021年10月–              |